# Piława Dolna
Piława Dolna est une localité polonaise de la gmina et du powiat de Dzierżoniów en voïvodie de Basse-Silésie.